# Aeroportul Takengon Rembele
Aeroportul Takengon Rembele (IATA: TXE, ICAO: WITK) este un aeroport din Aceh Tengah⁠(d), Aceh⁠(d), Indonezia ce deservește zona Takengon⁠(d). A fost numit după zona deservită.
Situat la o altitudine de 1.310 m, aeroportul dispune de o singură pistă. Este operat de Kementerian Perhubungan Indonesia⁠(d).